# Lista militarilor români decorați cu Ordinul Crucea de Fier
Aceasta este lista militarilor români care au fost decorați cu Ordinul german "Crucea de Fier".

## Militarii români decorați cu Frunze de Stejar la Crucea de Cavaler a Crucii de Fier
| Gradul și numele                      | Funcție militară                            | Data decorării    |
| ------------------------------------- | ------------------------------------------- | ----------------- |
| General de divizie Mihail Lascăr      | Comandantul Diviziei 6 infanterie           | 26 noiembrie 1942 |
| General de brigadă Corneliu Teodorini | Comandantul Diviziei 6 Cavalerie motorizată | 8 decembrie 1943  |
| General de armată Petre Dumitrescu    | Comandantul Grupului de Armate Dumitrescu   | 4 aprilie 1944    |

## Militarii români decorați cu Crucea de Cavaler a Crucii de Fier
| Gradul și numele                               | Funcție militară                                                                             | Data decorării    |
| ---------------------------------------------- | -------------------------------------------------------------------------------------------- | ----------------- |
| General de armată Ion Antonescu                | Conducătorul statului român                                                                  | 6 august 1941     |
| General de brigadă Mihail Lascăr               | Comandantul Brigăzii 1 Munte                                                                 | 18 ianuarie 1942  |
| General de divizie Corneliu Dragalina          | Comandantul Corpului 6 Armată                                                                | 9 august 1942     |
| General de divizie Gheorghe Manoliu            | Comandantul Diviziei 4 Vânători de Munte                                                     | 30 august 1942    |
| General de armată Petre Dumitrescu             | Comandantul Armatei a 3-a Române                                                             | 1 septembrie 1942 |
| General de brigadă Ioan Dumitrache             | Comandantul Diviziei 2 Munte                                                                 | 21 noiembrie 1942 |
| Maior Gheorghe Rascanescu                      | Comandant de batalion în Regimentul 15 Infanterie Dorobanți din cadrul Diviziei 6 Infanterie | 4 decembrie 1942  |
| General de divizie Nicolae Tătăranu            | Comandantul Diviziei 20 Infanterie                                                           | 17 decembrie 1942 |
| General de brigadă Radu Korne                  | Comandantul Diviziei 8 Cavalerie motorizată                                                  | 18 decembrie 1942 |
| Colonel Ioan Hristea                           | Comandantul Regimentului 2 Cavalerie Călărași                                                | 28 martie 1943    |
| Maior Ioan Palaghiță                           | Comandant de batalion în Regimentul 94 Infanterie din cadrul Diviziei 19 Infanterie          | 7 aprilie 1943    |
| Colonel Corneliu Teodorini                     | Comandantul Diviziei 6 Cavalerie motorizată                                                  | 27 august 1943    |
| General de brigadă Leonard Mociulschi          | Comandantul Diviziei 3 Vânători de Munte                                                     | 18 decembrie 1943 |
| General aviator Ermil Gheorghiu                | Șeful Statului Major al Forțelor Aeriene                                                     | 4 aprilie 1944    |
| General aviator Emanoil Ionescu                | Comandantul Corpului 1 Aerian                                                                | 10 mai 1944       |
| Contraamiral Horia Macellariu                  | Comandantul Forței Navale Maritime Române                                                    | 21 mai 1944       |
| General de brigadă Edgar Rădulescu             | Comandantul Diviziei 11 Infanterie                                                           | 3 iulie 1944      |
| General de corp de armată Ioan Mihail Racoviță | Comandantul Armatei a 4-a Române                                                             | 7 iulie 1944      |

## Militarii români decorați cu Crucea de Fier clasa I
| Gradul și numele                        | Funcție militară                         | Data decorării |
| --------------------------------------- | ---------------------------------------- | -------------- |
| General de armată Ion Antonescu         | Conducătorul statului român              | 1941           |
| General de divizie Gheorghe Avramescu   | Comandantul Corpului de Munte            | 29 iulie 1941  |
| General de divizie Ioan Mihail Racoviță | Comandantul Corpului de Cavalerie        | 1941           |
| General de brigadă Mihail Lascăr        | Comandantul Brigăzii 1 Munte             | ianuarie 1942  |
| General de brigadă Leonard Mociulschi   | Comandantul Diviziei 3 Vânători de Munte | 1942           |
|                                         | Comandantul Diviziei 18 Infanterie       | iulie 1942     |
| Căpitan aviator Dumitru Pretor          | Comandant secund operativ Grupul 8 Asalt | 24 martie 1944 |

## Militarii români decorați cu Crucea de Fier clasa a II-a
| Gradul și numele                        | Funcție militară                            | Data decorării    |
| --------------------------------------- | ------------------------------------------- | ----------------- |
| General de divizie Gheorghe Avramescu   | Comandantul Corpului de Munte               | 29 iulie 1941     |
| General de divizie Ioan Mihail Racoviță | Comandantul Corpului de Cavalerie           | 1941              |
| General de brigadă Ioan Sion            | Comandantul Diviziei 1 Blindate             | 1941              |
| General de brigadă Mihail Lascăr        | Comandantul Brigăzii 1 Munte                | 1941              |
| Colonel Leonard Mociulschi              | Comandantul Brigăzii 1 Mixtă Munte          | 1941              |
| Crușoveanu Marcu                        | Regimentul 2 Călărași - Divizia 8 Cavalerie | 7 ianuarie 1942   |
| General de brigadă Radu Bâldescu        | Comandantul Diviziei 18 Infanterie          | 28 februarie 1942 |
| Colonel Aurel-Mihai Negrescu            | Geniu                                       | 1942              |
| Căpitan aviator Dumitru Pretor          | Comandant secund operativ Grupul 8 Asalt    | 26 noiembrie 1943 |
| Sergent Corici Eugen                    | Transmisionist Regimentul 42 Artilerie      | 10 iunie 1943     |

Crucea de Fier cls II-a și cls III-a 
Maior (post mortem) Romulus Rednic, Șef Birou Pregătire de Lupta Regimentul 82 Tarnaveni Divizia 20 Alba Iulia (fosta Targu Mures) Născut in 2 Iunie 1905 Sieut, Bistrița, decedat 21 August 1943 în Lagărul Oranki 74, situat la Oranki (Mănăstârka), regiunea Nijni Novgorod din Podișul Valdai, URSS. 
Fapta de arme: respingerea atacului a două divizii sovietice, regimentul 82 este citat prin ordin de zi de către comandanții Diviziei 294 germane , Corpului 4 german și Armatei 4 blindate germane, faptă extraordinară de arme a Regimentului 82, fiind comentată elogios pe postul de radio Berlin.

Crucea de Fier cls II-a
Locotenent Colonel Titus Rednic Comandantul Regimentului 10 Vânători de Munte (Tighina) născut pe Ianuarie 3 1903 Sieut, Bistrița, decedat la Cluj în 1985.
Fapta de arme: lupte decisive pentru cucerirea Odesei Septembrie Octombrie 1941
Ambii frați Titus și Romulus Rednic sunt direct descendenți din Dragoș de Giulești Maramureș și Dragos de Bedeu Voivodul descalacator al Moldovei. Actele nobiliare sunt confirmate de Carol Robert de Anjou regele Ungariei in 1317 si de fiul sau Ludovic de Anjou al Ungariei (succesor la tron) in 1349